# 보존벡터장
보존벡터장(保存vector場)은 스칼라장의 그래디언트로 나타낼 수 있는 벡터장이다. 즉, 모든 점에서 회전이 영벡터인 벡터장이다.
예를 들어, 중력장은 보존벡터장이다. 중력은 보존력이고 보존력은 보존벡터장을 이루기 때문이다.

## 같이 보기
- 보존력
- 기울기 (벡터)
- 벡터장